# Amanhecer (romance)
Amanhecer (Breaking Dawn, em inglês) é o quarto e último livro da série Twilight (Crepúsculo) de Stephenie Meyer. Foi lançado primeiramente em inglês, em 2 de agosto de 2008. Em 9 de junho de 2009 foi lançado em Portugal e em 26 de junho de 2009 no Brasil, com uma tiragem inicial de 400 000 cópias. Este livro é dividido em três "livros" ou seções, sendo o primeiro narrado por Bella Swan, o segundo por Jacob Black e o terceiro narrado novamente por Bella Swan. De sua primeira tiragem de 3.7 milhões de exemplares nos Estados Unidos, 1.3 milhões foram vendidos nas primeiras 24 horas, estabelecendo um recorde de vendas do primeiro dia no Hachette Book Group USA.
Segundo Stephenie Meyer, a capa de Amanhecer, ilustrada por uma peça rainha de xadrez, representa a reviravolta do papel de Bella durante este livro, onde ela se torna parte importante na vitória dos Cullen.

## Enredo
Bella casa-se com Edward os dois vão para sua lua de mel na ilha privada de Esme, na costa do Rio de Janeiro. Como Bella cumpre sua parte do acordo com Edward, casando-se com ele, ele acaba por cumprir a dele. Logo, os dois têm sua primeira experiência sexual. No começo, Edward fica irritado consigo mesmo, já que Bella fica coberta de hematomas. Mas depois ele concorda em tentar de novo. Assim, ocorre o inesperado: Bella fica grávida dele, o que todos achavam impossível. Edward e Carlisle decidem abortar a criança antes que esta mate Bella. Discordando da decisão deles, Bella conta com a ajuda de Rosalie, que apoia a decisão dela ter esse filho. 
Ao descobrir que Bella está grávida, Sam, líder do bando de lobos, decide destruir a "criatura", julgando que seria um perigo para todos. Jacob não concorda com isso, sabendo que se acontecesse, Bella morreria também. Apesar de seus argumentos, Sam se mostra irredutível e tenta obrigar Jacob e Seth - único membro do bando além deste a não apoiar o ataque - usando o seu domínio de alfa, a se juntarem ao bando no ataque aos Cullen, que defenderiam Bella e, consequentemente, o bebê. Jacob não aceita esse fato, optando por tomar posse de sua herança sanguínea de alfa, a qual nunca aceitou, por achar que Sam seria um melhor líder do que ele. Então Jacob abandona o bando, sendo seguido por Seth e, mais tarde, por Leah. Eles avisam aos Cullen sobre os planos de Sam e a luta não acontece.
Bella ficava cada vez mais fraca, enquanto a gravidez avançava em uma velocidade anormal. Segundo Carlisle, sua chance de sobrevivência era de cinquenta por cento, se seu coração parasse de bater, nem mesmo o veneno dos vampiros poderia salvar sua vida; ela enfraquecia por que o bebê era mais forte que ela, e também por que não conseguiam alimentá-la. Ao saber disso, Jacob tem um pensamento que faz com que Edward perceba que talvez o bebê precisasse de sangue. Bella concorda em tomar sangue humano, que Carlisle havia trazido do Hospital, e sente-se melhor. Logo depois, porém, ao dar à luz a criança, Bella quase morre, mas Edward consegue transformá-la em vampira. Ao ver Reneesme, nome dado ao bebê, Jacob acaba tendo um imprinting (tipo de amor à primeira vista) com ela. Bella não aceita esse fato no início, mas depois compreende e eles convivem em harmonia.
Após algum tempo, entretanto, a criança (que crescia rapidamente) é vista por Irina, do clã Denali, que está com raiva dos transmorfos, pois eles mataram Laurent - um integrante do clã de James (Crepúsculo), "amante" que ela teve quando ele foi morar em Denali, tentando viver à base de sangue de animais, mas que não resistiu e decidiu voltar à seus antigos hábitos alimentares, quase matando Bella (Lua Nova) - e vê Jacob se transformar em lobisomem quando ele acompanhou Renesmee e Bella em uma caçada. Irina fica com raiva e conta aos Volturi sobre Renesmee, achando que a criança é imortal e que, segundo a lei dos vampiros, deve ser destruída. Alice tem uma visão desse acontecimento e eles se preparam, não para lutar contra os Volturi, mas para reunir o maior número possível de vampiros amigos, para servirem de testemunhas e dar tempo para que os Volturi ouvissem, antes de atacar, que a criança era filha biológica de Edward e Bella, que crescia como uma humana, seu coração batia e o sangue fluía por suas veias, evitando a batalha.
No final, quando os Volturi aparecem, acabam sabendo da verdade por Aro, seu líder, que usa o seu dom para descobri-la através de Edward. Mas, mesmo assim, eles dizem não ter certeza se devem deixar Renesmee viver, alegando que ela pode ser perigosa. Os Cullen e parte de suas testemunhas estavam dispostos a lutar pela criança, mas Alice, que após ter ido embora com Jasper, deixando-os pensar que tinham abandonado a família, retorna com a solução: após pesquisa feita na América do Sul, encontra um homem que, assim como Renesmee, é apenas meio-imortal, provando que a menina não ofereceria perigo. Bella também ajuda, tendo o controle de seu dom, que é criar um "escudo" à sua volta, e adiando o momento do confronto até a chegada de Alice. Depois que tudo é resolvido e os Volturi vão embora, Bella também aprende a "expulsar" o escudo que tinha em sua mente, permitindo que Edward possa ler seus pensamentos.

## Capítulos
Segue-se uma lista dos capítulos do livro nas edições americana e brasileira:
| Cap. | Estados Unidos | Brasil |
| ---- | --- | --- |
| *    | Book One : Bella | Livro Um: Bella |
| *    | Preface | Prólogo |
| 1    | Engaged | Noiva |
| 2    | Long Night | Longa Noite |
| 3    | Big Day | O Grande Dia |
| 4    | Gesture | Gesto |
| 5    | Isle Esme | Ilha de Esme |
| 6    | Distractions | Distrações |
| 7    | Unexpected | Inesperado |
| *    | Book Two : Jacob | Livro Dois: Jacob |
| *    | Preface | Prólogo |
| 8    | Waiting for The Damn Fight To Start Already                                                                            | À Espera de Que a Porcaria da Briga Comece                                                                                          |
| 9    | Sure As Hell Didn’t See That One Coming                                                                                | Mas É Claro Que Não Vi o Que Ia Acontecer                                                                                           |
| 10   | Why Didn’t I Just Walk Away? Oh Right, Because I’m An Idiot                                                            | Por Que Eu Não Dei o Fora? Ah, Sim, Porque Sou Um Idiota                                                                            |
| 11   | The Two Things At The Very Top Of My Things-I-Never-Want-To-Do List                                                    | Os Dois Primeiros Itens Na Minha Lista de "Coisas Que Jamais Quero Fazer"                                                           |
| 12   | Some People Just Don’t Grasp The Concept Of "Unwelcome"                                                                | Algumas Pessoas Simplesmente Não Entendem o Conceito de "Indesejado"                                                                |
| 13   | Good Thing I’ve Got A Strong Stomach                                                                                   | Ainda Bem Que Eu Tenho um Estômago Forte                                                                                            |
| 14   | You Know Things Are Bad When You Feel Guilty For Being Rude To Vampires                                                | Você Sabe Que as Coisas Vão Mal Quando se Sente Culpado Por Ser Grosseiro com Vampiros                                              |
| 15   | Tick Tock Tick Tock Tick Tock                                                                                          | Tique-Taque, Tique-Taque, Tique-Taque                                                                                               |
| 16   | Too-Much-Information Alert                                                                                             | Perigo: Excesso de Informação |
| 17   | What Do I Look Like? The Wizard Of Oz? You Need A Brain? You Need A Heart? Go Ahead. Take Mine. Take Everything I Have | Eu Tenho Cara De Quê? Mágico de Oz? Você Precisa de um Cérebro? Precisa de um Coração? Pode Vir. Pegue o Meu. Leve Tudo o Que Tenho |
| 18   | There Are No Words For This.                                                                                           | Não Existem Palavras para Isso |
| *    | Book Three : Bella | Livro Três: Bella |
| *    | Preface | Prólogo |
| 19   | Burning | Queimando |
| 20   | New | Novidade |
| 21   | First Hunt | Primeira Caçada |
| 22   | Promised | Prometida |
| 23   | Memories | Lembranças |
| 24   | Surprise | Surpresa |
| 25   | Favor | Favor |
| 26   | Shiny | Brilhante |
| 27   | Travel Plans | Planos de Viagem |
| 28   | The Future | O Futuro |
| 29   | Defection | Deserção |
| 30   | Irresistible | Irresistível |
| 31   | Talented | Talentosos |
| 32   | Company | Companhia |
| 33   | Forgery | Falsificação |
| 34   | Declared | Declarados |
| 35   | Deadline | Prazo Final |
| 36   | Bloodlust | Desejo de Sangue |
| 37   | Contrivances | Artifícios |
| 38   | Power | Poder |
| 39   | The Happily Ever After                                                                                                 | Felizes para Sempre |

## Capa
Essa capa é uma metáfora para a progressão de Bella durante toda a saga. Ela começou como o peão, a peça mais fraca no tabuleiro (ao menos fisicamente, quando comparada aos vampiros e lobos). E ela terminou como a mais forte: a rainha.

## Adaptação cinematográfica
A Summit Entertainment obteve os direitos sobre a obra no cinema, assim como os outros três livros da série. Bill Condon foi confirmado na direção, e a adaptação do livro será dividido em dois filmes: a primeira parte tem previsão de lançamento para 18 de novembro de 2011 e a segunda para 16 de novembro de 2012.